# 郭国庆
郭国庆（1962年—），河北阜城人，汉族，中华人民共和国政治人物、第十一届全国人民代表大会吉林地区代表。
毕业于中国人民大学贸易经济专业。加入民盟，担任人民大学商学院教授、中国市场营销研究中心主任。2008年起担任全国人大代表。